# Voznessenskoïe
Voznessenskoïé (Вознесе́нское) est un village de type urbain situé en Russie dans l'oblast de Nijni Novgorod, et centre administratif du raïon (arrondissement) du même nom, et municipalité du village ouvrier de Voznessenskoïé, avec le statut de commune urbaine.

## Géographie
Le village se trouve au bord de la rivière Varnava à 108 km au sud-ouest de la ville d'Arzamas. Il comptait 6 061 habitants en 2021.

## Histoire
La région était autrefois habitée par des tribus mordves. Avant 1773, le village s'appelait Koudinovo. En 1773, une usine métallurgique est ouverte (fermée en 1913) et le village se nomme Voznessenski Zavod (Usine de l'Ascension), puis Voznessenskoïé (de l'Ascension).
L'endroit est documenté depuis le XVIe siècle. Son fondateur est un Mordve du nom de Koudine. Autrefois, le village se nommait Ochpiré, avant de prendre le nom de Koudinovo. Après la construction de l'église de l'Ascension, le village prend le nom de son église, devenant Voznessensk. En 1773, avec la fondation de l'usine métallurgique et de la fonderie des frères Andreï et Ivan Batachev (ou Batachov), il devient Voznessenski Zavod.
L'usine est vendue en 1858 à l'entrepreneur Chipov qui l'agrandit et accroît la production. Plusieurs sortes de produits de fer sont fabriqués pour la serrurerie, les forges et forgerons, les clous et fonderies...L'entreprise reçoit des médailles dans les expositions internationales. La production diminue après 1875 et l'usine ne fait pas face à la concurrence des grandes entreprises. Elle ferme en 1910 ou 1913.
Vers 1930, le village reçoit le nom de Voznessenskoïé et le statut de commune de type urbain en 1961.

## Population
| 1959  | 1970  | 1979  | 1999  | 2002  | 2008  |
| ----- | ----- | ----- | ----- | ----- | ----- |
| 2 770 | 3 435 | 3 934 | 7 940 | 7 328 | 7 146 |

| 2010  | 2016  | 2018  | 2021  | - | - |
| ----- | ----- | ----- | ----- | - | - |
| 6 777 | 6 299 | 6 252 | 6 061 | - | - |